# Cheddi Jagan
Cheddi Bharat Jagan (ur. 22 marca 1918 w Georgetown, zm. 6 marca 1997 w Waszyngtonie) – gujański polityk, działacz niepodległościowy, z wykształcenia stomatolog. W 1950 wspólnie z L.F. Burnhamem założył Ludową Partią Postępową. Został jej przywódcą. Pełnił funkcję premiera w 1953 (odsunięty w wyniku interwencji brytyjskiej) i 1957–1964. W latach 1992–1997 prezydent kraju.
Po tym gdy w wyborach w 1953 roku zdobył urząd premiera w rządzie kolonialnym Gujany Brytyjskiej, doszło do brytyjskiej interwencji, w wyniku której Jagan został zmuszony do rezygnacji a wielu przywódców partii trafiło do więzień. W 1955 roku nie chcąc ponownego zwycięstwa Ludowej Partii Postępowej władze brytyjskie wywołały rozłam w partii Jagana, mimo to ugrupowanie ponownie zwyciężyło w wyborach kolonialnych w 1957 i 1961 roku a premierem ponownie został Jagan.
Jego żoną była Janet Jagan, także premier i prezydent Gujany.